# Vlag van Vaucluse

Vlag van Vaucluse

De vlag van Vaucluse is de niet-officiële vlag van het Franse departement Vaucluse. Net als de meeste andere departementen van Frankrijk heeft Vaucluse geen officiële vlag, maar wordt de hier rechts afgebeelde vlag op niet-officiële wijze gebruikt. De vlag is afgeleid van het wapen van dit departement.
De vlag is verdeeld in vier kwartieren:
- Linksboven (rood): Twee gekruiste sleutels, een witte en een gele, met de sleutels gericht naar boven en de krullen naar beneden.
- Rechtsboven (blauw): Een gele lelie in het midden, met bovenaan een rode omgekeerde "muurkroon" (met drie torentjes).
- Linksonder (blauw): Drie gele bollen die verbonden zijn aan groene bladeren, wat lijkt op een gestileerde weergave van een plant. Boven van dit gedeelte bevat een blauwe jachthoorn, centraal geplaatst on een gele baan boven.
- Rechtsonder (rood): Drie horizontaal geplaatste gele sleutels, parallel aan elkaar, met de krullen naar rechts gericht.

Het ontwerp combineert de wapens van het Comtat Venaissin (1) met die van de Provence (2), de stad Orange (3) en de stad Avignon (4). Samen vormen deze voormalige gebieden nu het departement Vaucluse. De vlag is geïnspireerd op het ontwerp van het wapen dat op 4 juni 1971 is aangenomen door de Algemene Raad.
Naast deze vlag is er een logovlag in gebruik.

Wapen van het Comtat Venaissin
Wapen van de Provence
Wapen van Orange
Wapen van Avignon
Logovlag